# 오래 (상나라)
악래(惡來) 또는 오래는 상나라(은나라) 마지막 왕 제신의 대신이다. 간신 비렴의 아들로 함께 나라를 망쳤다고 한다. 이후 주나라 무왕이 상나라를 공격하여 멸망시키면서 악래도 죽였다. 악래는 진나라 시황제의 35세조다.